# Geraldinho Nogueira
Geraldinho Nogueira (nascido Geraldo Policiano Nogueira; Bela Vista de Goiás, 18 de dezembro de 1918 – Bela Vista de Goiás, 1993) foi um contador de causos e narrador oral brasileiro, reconhecido como um dos maiores representantes da cultura caipira e da tradição oral do estado de Goiás. Residente da zona rural de Bela Vista, Geraldinho alcançou notoriedade nacional na década de 1980 por suas narrativas humorísticas que retratavam a vida no interior, marcadas por um linguajar autêntico, simplicidade e carisma. Sua obra é considerada um marco da cultura popular goiana, sendo objeto de estudos acadêmicos e homenagens póstumas.

## Biografia
Geraldo Policiano Nogueira nasceu em 18 de dezembro de 1918, na Fazenda Aborrecido, localizada no município de Bela Vista de Goiás. Filho de uma família de trabalhadores rurais, viveu boa parte de sua vida na Fazenda Nuelo, onde trabalhava como sitiante e trabalhador braçal. Casou-se com Joana Bonifácio, com quem teve oito filhos: Alcides, João, Divino, Dalva, Benedita, Sebastiana, Aparecida e Sebastião. Sem escolaridade formal, Geraldinho afirmava que sua "caneta era a enxada na saroba", destacando sua conexão com o trabalho rural e a oralidade como forma de expressão.
Geraldinho tornou-se conhecido localmente por contar histórias humorísticas, os chamados "causos", em contextos sociais como roças, festas, botecos, quermesses e velórios. Sua habilidade narrativa chamou a atenção do apresentador Hamilton Carneiro, do programa Frutos da Terra, da TV Anhanguera, em 1983. Sua estreia no programa, em 1984, marcou o início de sua fama regional e, posteriormente, nacional.

## Carreira
Geraldinho Nogueira destacou-se como narrador oral por sua autenticidade e pela capacidade de traduzir a essência da cultura caipira goiana em suas histórias. Seus causos, narrados em primeira pessoa, relatavam episódios fictícios ou inspirados no cotidiano rural, abordando temas como situações cômicas, relações familiares e a introdução de tecnologias no campo.  Entre suas histórias mais conhecidas estão "O Causo da Bicicleta", "O Causo do Marimbondo", "O Causo do Osso", "O Causo do Rádio" e "O Causo do Porquinho".
Sua linguagem era marcada por regionalismos, coloquialismos e expressões únicas, como "recursinho de minguar a toada" (freio da bicicleta), que, dentro do "gênero causo, possui uma função sociocomunicativa, consistindo em símbolo identitário de uma determinada comunidade linguística". Apesar da espontaneidade, Geraldinho passou por adaptações para a mídia, com orientação de Hamilton Carneiro e José Batista, que sugeriram ajustes em regionalismos para alcançar o público urbano, mantendo sua essência.
Além do Frutos da Terra, Geraldinho participou de programas nacionais, como o Som Brasil da Rede Globo, e de campanhas publicitárias, incluindo uma para a Caixego (Caixa Econômica do Estado de Goiás) em 1986. Ele também gravou discos, como os volumes 1 e 2 de Trova, Prosa e Viola, com faixas como "A Namoradinha" e "O Causo do Carro de Boi", e se apresentou em shows culturais. Suas apresentações eram marcadas por um visual caipira, com roupas simples, chapéu desgastado e cigarrinho de palha.

## Legado
Geraldinho Nogueira faleceu em 1993, mas sua obra permanece um símbolo da cultura goiana. Considerado um dos últimos grandes narradores artesanais do Brasil, seus causos são estudados em artigos acadêmicos que analisam sua contribuição para a história cultural, linguística e sociológica. Pesquisas destacam como suas narrativas refletem a cultura sertaneja, abordando humor grotesco, religiosidade e a relação com a modernidade.
Em Bela Vista de Goiás, Geraldinho é homenageado com um busto erguido em 1996, na confluência da Avenida Pedro Ludovico e Rua Domingos Arantes. Seus causos continuam acessíveis em plataformas como YouTube, com vídeos como "O Causo da Bicicleta" e "O Causo do Porquinho" atraindo admiradores. Materiais educacionais, como o Portal do Professor do Ministério da Educação, recomendam seus causos para o ensino do gênero textual "causo" e da variante caipira.
Apesar de sua relevância, algumas gerações mais jovens de Bela Vista associam a imagem do caipira a estereótipos de atraso, o que pode limitar o sentimento de pertencimento. Ainda assim, esforços como animações no canal Frutos da Terra no YouTube mantêm sua obra viva.
Geraldinho também foi, em 1986, o idealizador da Folia de Reis da Boavistinha.

## Discografia
Trova, Prosa e Viola - Volume 1 (12 faixas, incluindo "O Causo da Bicicleta", "A Namoradinha" e "O Causo do Marimbondo")
Trova, Prosa e Viola - Volume 2 (17 faixas, incluindo "O Causo do Rádio")

## Homenagens
1996: Busto em homenagem a Geraldinho Nogueira, erguido pela prefeitura de Bela Vista de Goiás. 
2020: Os artistas plásticos Renato Reno e Douglas Pereira pintaram, na empena de um prédio do centro de Goiãnia (Rua 3) um grande painel com o retrato de Geraldinho Nogueira.